# Arctic Coal Company
Arctic Coal Company var et amerikanskejet mineselskab der drev minedrift ved Longyearbyen på Svalbard. En af stifterne og hovedmændene bagved selskabet var John Munroe Longyear, som Longyearbyen er er opkaldt efter.
Selskabet blev stiftet i oktober 1904 efter man overtog aktiverne i Trondhjem-Spitsbergen Kullkompani.. I sommeren 1913 var årsproduktionen kommet op i 30.000 tons kul og anlægget omkring Longyearbyen var fuldt udbygget. I 1916 blev selskabet solgt til Store Norske Spitsbergen Kulkompani.